# Pedro de Hagenbach

Escudo de Armas de Hagenbach.

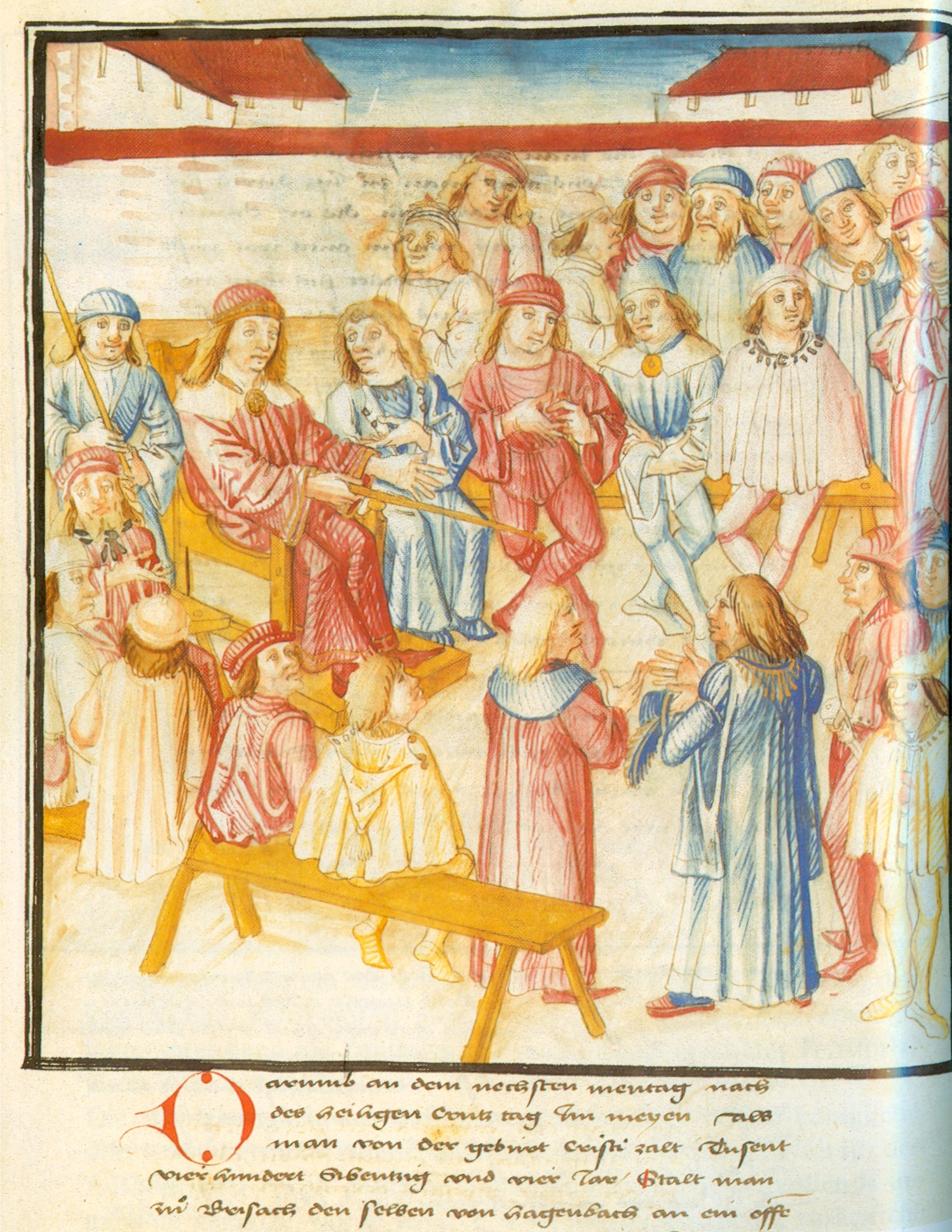
Hagenbach en el juicio, del Berner Chronik des Diebold Schilling dem Älteren.

Afiche de Ernst Rieß para el histórico Festival Breisach (1924)

Pedro de Hagenbach ( * ca. 1420 - 9 de mayo de 1474 Breisach am Rhein) fue un caballero borgoñón nacido en el seno de una adinerada familia alsaciana. Originariamente eran de Hagenbach y poseían allí su propio castillo.
Pedro de Hagenbach era el comandante de la novena compañía de las tropas del Duque de Borgoña Carlos el Temerario. Gracias a sus buenos servicios tanto en la guerra contra el Reino de Francia, como al servicio de la Liga del Bien Público, en 1469 fue nombrado Bailío para las tierras del Alto Rin cedidas por el Archiduque Segismundo de Habsburgo al Duque de Borgoña según el Tratado de Saint-Omer.
Talentoso señor en la guerra y miembro de la Orden de San Jorge de Borgoña, también fue retratado por los cronistas de la época (especialmente por sus enemigos) como un hombre brutal y pícaro, aunque siempre fiel y comprometido con los intereses de su señor, Carlos el Temerario, Duque de Borgoña.
En el Alto Rin acuñó el término Lansquenete - del alemán Land (tierra) y Knecht (siervo). Inicialmente designaba a los soldados suabos del Sacro Imperio Romano Germánico que representaban la oposición de los mercenarios Suizos. Ya en 1500 debido a la incorrecta ortografía Lanzknecht, se asociaban erróneamente al uso de la Lanze (Lanza).
A raíz de la rebelión de las ciudades del Alto Rin contra su tiranía, Hagenbach fue juzgado por las atrocidades cometidas durante la ocupación de Breisach. Fue declarado culpable de crímenes de guerra y decapitado por un verdugo de Colmar. Su juicio por un tribunal ad hoc del Sacro Imperio Romano en 1474 fue el primer reconocimiento "internacional" de la obligación de los comandantes de tener que actuar según la legalidad vigente. Fue declarado culpable de crímenes como: "él como caballero que es, tiene el deber de prevenir". Se defendió alegando que solo cumplía órdenes, del duque de Borgoña, a quien el Santo Imperio Romano había dado Breisach. A pesar de esto no hubo un uso explícito de la doctrina de responsabilidad de mando y es visto como el primer juicio basado en este principio.
Realmente la revuelta en la ciudad de Breisach viene dirigida por otras ciudades Imperiales como Estrasburgo, Basilea, Colmar y Sélestat, aliadas de Berna y otros Cantones Suizos, que ven muy mermados sus interés económicos con la política borgoñona. La cabeza momificada de Pedro de Hagenbach se conserva en el Museo de Unterlinden junto a la espada de su verdugo.